# Hauptstraße C26
Die Hauptstraße C26 (englisch Main Road C26) ist eine Straße in Namibia. Sie verläuft von einer Gabelung mit der Hauptstraße C14 im Namib-Naukluft-Nationalpark bei Rostock über Gebirgspässe der Großen Randstufe über das Khomashochland bis nach Windhoek.
Die C26 besitzt mit Ausnahme einiger asphaltierter Abschnitte (wie am Stadtrand von Windhoek) zumeist eine Kiestragschicht.

## Galerie

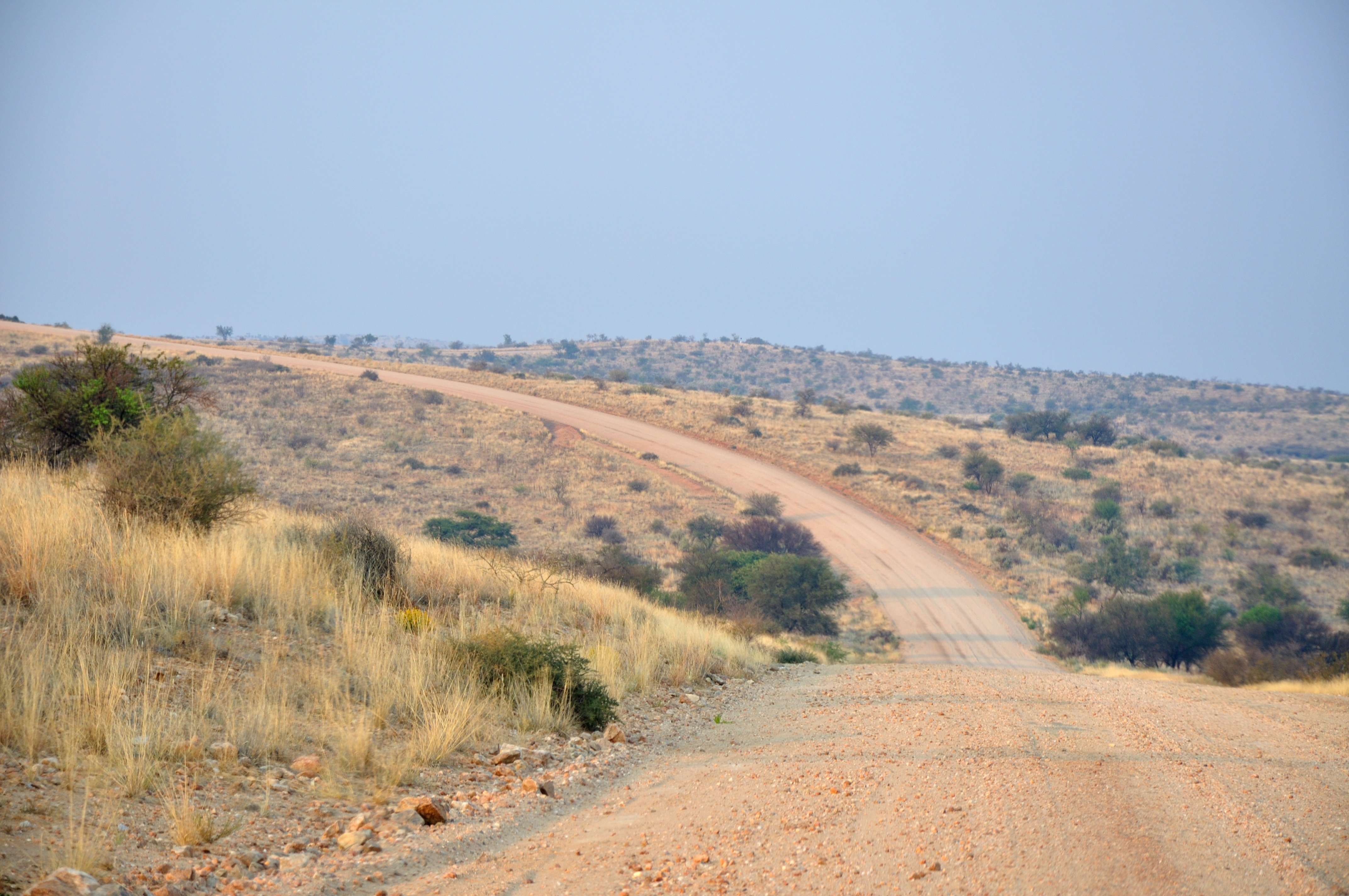
Die C26
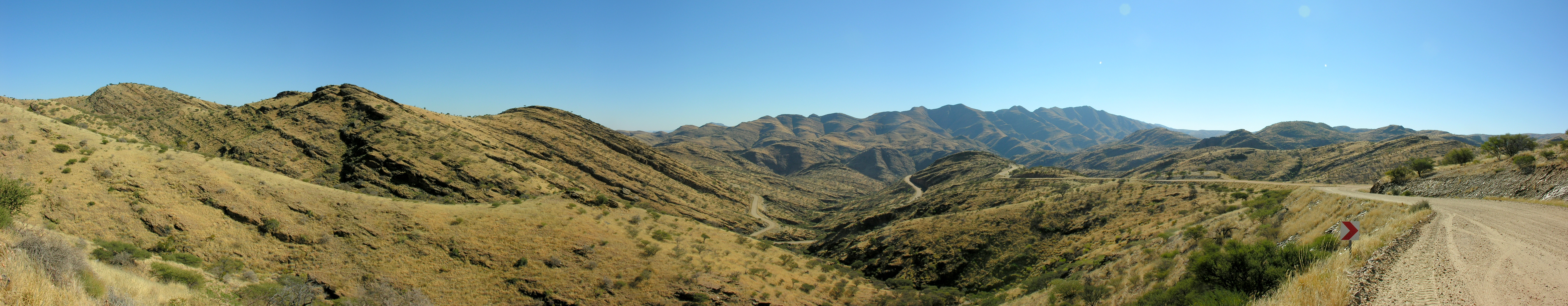
Gamsberg-Pass
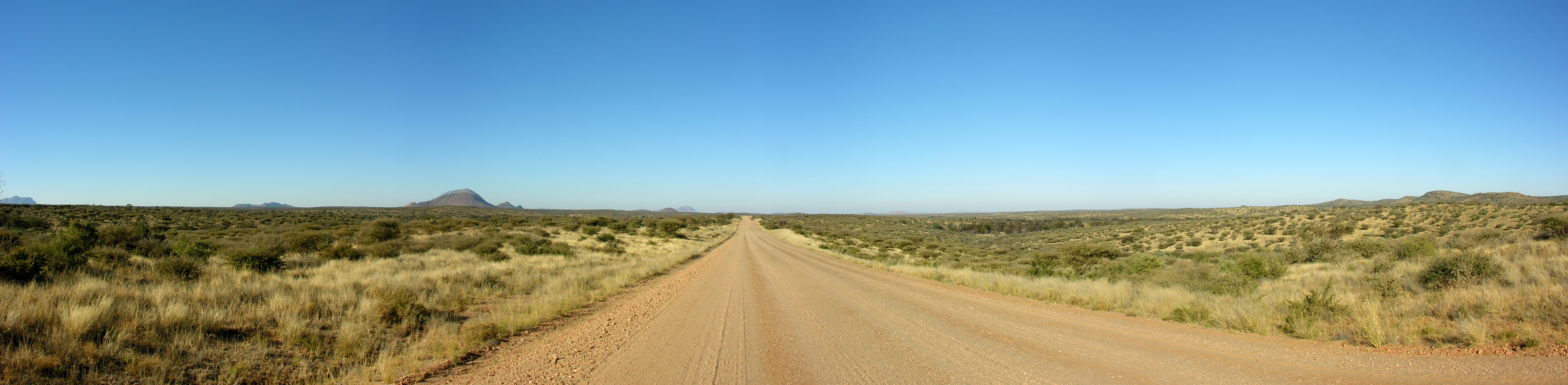
Khomashochland
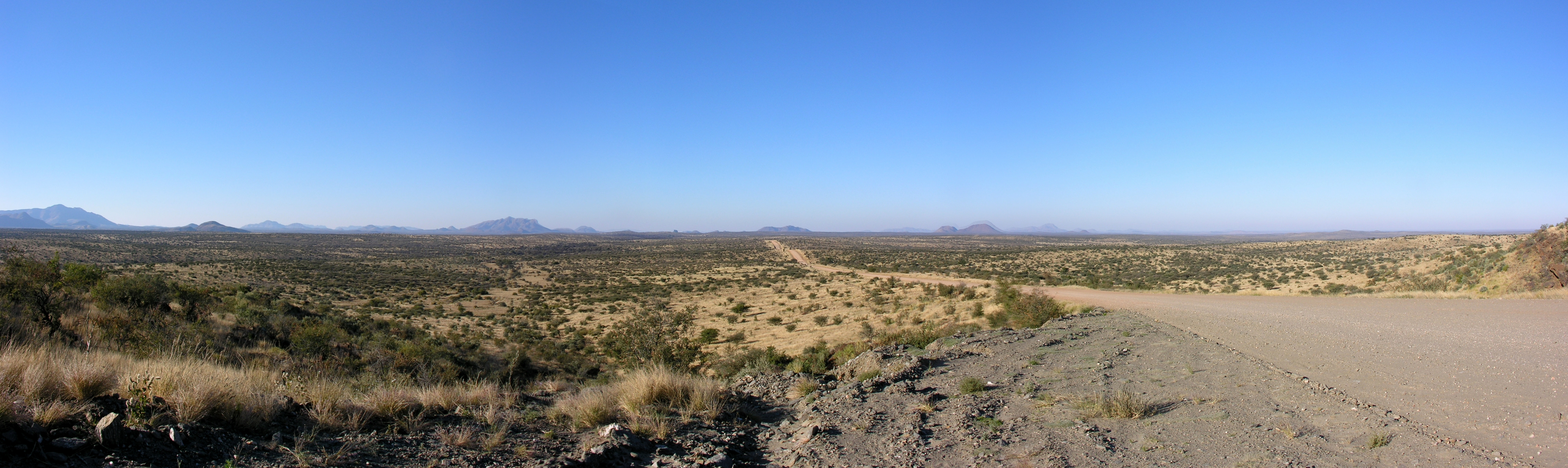
Südlich von Windhoek